# Complexo Deportivo das Travesas
El Complexo Deportivo das Travesas és un centre d'esports al barri de Freixeiro a la ciutat de Vigo a la província de Pontevedra a Galícia. El pavelló va ser inaugurat el 13 de juliol 1968 pel ministre franquista d'esport Joan Antoni Samaranch i Torelló. Va ser remodelat el 1999 i a la primeria de 2024.

## Instal·lacions
El complex esportiu alberga les oficines de l'Institut Municipal dels Esports de Vigo i diversos pavellons i pistes. El pavelló central té una capacitat de 4.500 espectadors. A més d'esdeveniments esportius, també acull concerts de música. Hi ha instal·lada una tarima de fusta flotant de 46,22 × 25,31 m de superfície. La superfície total del complex esportiu és de 13.400 m².
Disposa dels següents espais:
| Espai esportiu                                                    | Material                    | Dimensions                                                                    |
| ----------------------------------------------------------------- | --------------------------- | ----------------------------------------------------------------------------- |
| Pavelló Central                                                   | Tarima flotant              | 46,22 × 25,31m                                                                |
| Pista de rodadura (pràctica de ciclisme i atletisme               | Asfalt                      | 327m                                                                          |
| Camp de futbol                                                    | Gespa artificial            | 94 × 60m                                                                      |
| Pavelló poliesportiu "pista vermella" (500 places)                | Sintètic                    | 45,1 × 29m                                                                    |
| Pista poliesportiva frontons (300 places)                         | Formigó polit               | 40 × 22,4m                                                                    |
| Pavelló poliesportiu del Carme (100 places)                       | Pedra artificial            | 40 × 20m                                                                      |
| Pistes exteriors de frontó                                        | Quarterons de formigó polit | - 24,7 × 8,05m - 19,05 × 8,15m - 28,15 × 9,2m - 30,22 × 5,55m - 27,05 × 8,15m |
| Gimnàs Municipal del Carme - Sala multiusos - Sales de musculació |                             |                                                                               |
| Piscines: cobertes i descobertes                                  |                             |                                                                               |
| Pistes d'esquaix                                                  |                             |                                                                               |
| Rocòdrom (2001)                                                   |                             |                                                                               |

## Clubs locals
As Travesas és o era la seu de diversos clubs esportius. Entre d'altres:
- Ciudad de Vigo Básquet, de bàsquet masculí (LEB Or), de 2004 a 2010, quan el club es va liquidar[5]
- Sociedad Deportiva Octavio, d'handbol masculí (Lliga ASOBAL).[6]